# Ozonització
L'ozonització està inclosa dins dels processos d'oxidació avançada, els quals generen radicals hidroxil (HO•), altament oxidants, en quantitat suficient perquè aquests puguin reaccionar amb els compostos orgànics del medi. La generació d'aquest radical parteix de les següents reaccions:
- O₃ + hv (h < 320 nm) → O• + O₂[2]

- O• + H₂O → 2OH•

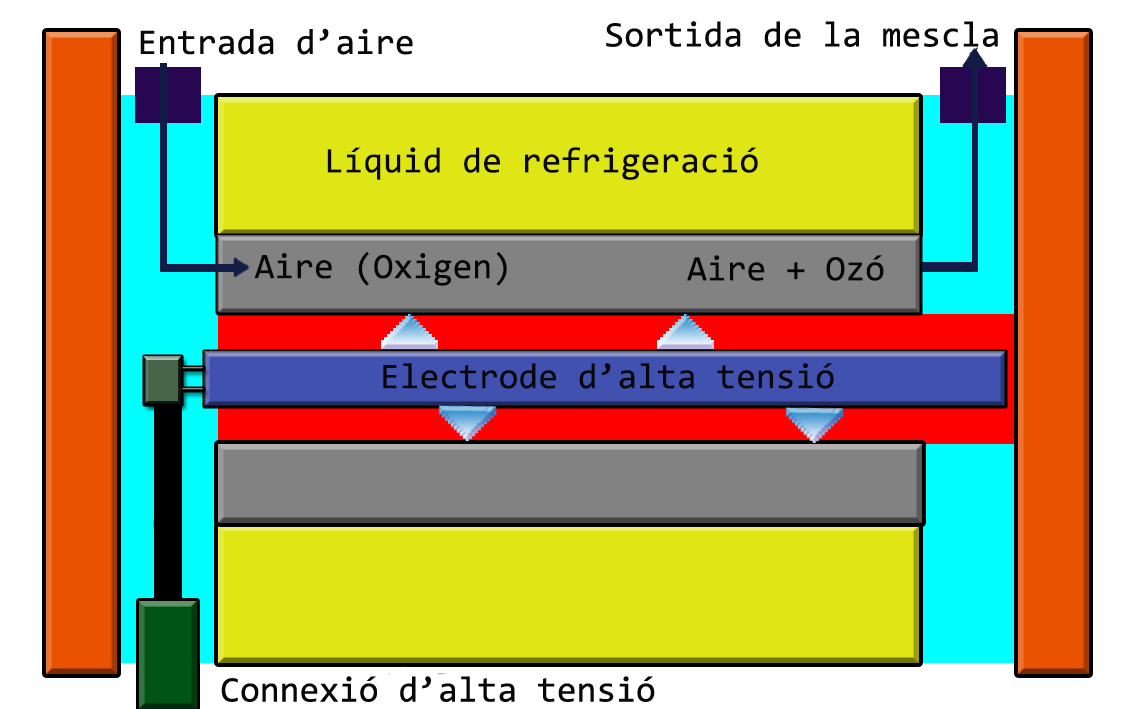
Ozonitzador

Un dels altres tipus de reaccions que donen lloc a la producció d'aquest radical, és la fotòlisis directa de la molècula d'aigua.
- H₂O + hv → HO• + H•

Aquest tipus d'oxidació utilitza l'ozó pel seu procés. L'ozó és una forma al·lotròpica de l'oxigen, és un oxidant molt enèrgic i s'utilitza com a tal en la desinfecció d'aigües. Està comprovada la seva eficàcia en oxidació de matèries orgàniques i inorgàniques (com el ferro i el manganès). El seu gran poder oxidant i desinfectant és més gran que el del clor. Això fa que sigui més eficaç a l'hora d'eliminar l'olor, sabor i color de l'aigua com també en l'eliminació de bacteris, virus i altres microorganismes. El seu potencial estàndard de reducció a 25 °C és de 2,07 volts, mentre que el del clor és d'1,36 volts, llavors l'ozó té més capacitat d'oxidar perquè la seva reducció està molt afavorida.
Per eliminar la major part dels compostos és molt eficaç utilitzar la combinació de l'ozonització i la filtració mitjançant carbó actiu. També són molt eficaços els processos d'oxidació avançada on es combina l'ozó amb aigua oxigenada o amb radiacions ultraviolades.

## Química de l'ozó
L'ozó és molt inestable, tot i que en igualtat de condicions, és més estable en aigua que a l'aire.
Degut a les seves propietats altament oxidants, és un irritant que afecta especialment els ulls i el sistema respiratori, i pot ésser perillós tot i estar a concentracions baixes. Per protegir els treballadors potencialment exposats a l'ozó, l'Administració de Seguretat i Salut Ocupacional dels Estats Units ha posat uns límits d'exposició permissibles de 0.1µmol/mol cada 8 hores. I on es treballi amb aquest component cal que hi hagi una ventilació adequada, i seria convenient comptar amb un monitor d'ozó que faci sonar una alarma si es supera el límit establert.

## Història i evolució del seu ús
L'ozó va ésser descobert l'any 1785 per Martinus van Marum i l'any 1857 va ser quan Werner von Siemens va dissenyar un generador d'ozó. El 1893 es va utilitzar per primer cop per la desinfecció d'aigua a Holanda i el 1906 es va aplicar a una planta de tractament a Niça per la Compagnie Générale des Eaux de Bon Voyage. Durant els darrers 25 anys els grans avenços i desenvolupaments en aquest camp han propiciat una important millora en els equips productors i una major utilització en la desinfecció d'aigua.
Després de 100 anys des de la primera desinfecció de l'aigua, el camp del tractament d'aigües amb aquest sistema ha anat evolucionant i si aquest camp no està més extens és degut al major cost econòmic respecte altres desinfectants. No obstant això l'ozó cada cop origina més interès, donat a les majors exigències en els diferents reglaments, especialment en la reducció de subproductes derivats de la desinfecció. L'ozó en ésser més potent i més ràpid actuant que el clor, diòxid de clor i cloramines, es prefereix molt més per dur a terme la desinfecció (també per la seva reducció del sabor i olor de l'aigua tractada).
L'ozonització, no només és una bona alternativa a la cloració degut a la seva diferència de rendiment sinó que, quan a l'aigua trobem fenols i altres substàncies orgàniques derivades dels trihalometans en l'aigua, l'ozó no forma compostos secundaris molestos a diferència del clor, que en contacte amb fenols, forma clorofenols. Aquests clorofenols, són desagradables tant en el seu sabor com en la seva olor encara que existeixi poca quantitat d'aquesta substància a l'aigua (0,01mg/L). L'ozó trenca els enllaços dobles entre àtoms de carboni que tenen les substàncies orgàniques. Quan això succeeix s'elimina tant el color de l'aigua com els precursors dels trihalometans.
Les reaccions que es duen a terme mitjançant l'ozonització són dues; reaccions directes que ataquen els dobles enllaços i alguns grups funcionals o les reaccions indirectes que venen donades per l'acció dels radicals hidroxils que s'originen al descompondre l'ozó a l'aigua.

## Substàncies sobre les que actua l'ozó
- Compostos inorgànics que originen sabor, com el ferro, manganès, coure, zinc i compostos inorgànics que donen olor com és el cas de l'ió sulfhídric SH-.[11][12]
- Compostos orgànics, subproductes del metabolisme de certes algues cianofícies i actinomicets, com la geosmina i el 2-metilisoborneol (MIB). També algunes que originen alcohols, aldehids aromàtics, cetones i esters.
- Contaminants d'origen industrial com pesticides o dissolvents.
- Subproductes generats al reaccionar el clor residual amb la matèria orgànica, ja sigui a la planta o a la xarxa de distribució.

## Aplicació de l'ozonització en el tractament d'aigües
Aigües potables
- Utilitzat en una pre-desinfecció per l'eliminació d'algues i inhibició de bacteris i virus.
- Utilitzat en l'oxidació de la matèria orgànica i inorgànica, en un tractament per eliminar els compostos que donen color, gust i olor a l'aigua.
- Elimina la terbolesa de l'aigua, els ions metàl·lics i part dels trihalometans presents a l'aigua.

Aigües residuals
- És utilitzat com a agent desinfectant, oxidant de compostos tòxics o orgànics i agent per eliminar les partícules en suspensió.

Altres aplicacions
- Oxida altres contaminants com els Pol·luents Orgànics Persistents (POPs), Tampó Fosfat salins (PBs), Productes Farmacèutics i de Cura Personal (PPCPs) i altres compostos farmacèutics.

## Potabilització de l'aigua
A la potabilització de l'aigua, l'ozó es pot aplicar en diferents fases o etapes del procés. Es pot aplicar com una preozonització, on es realitza al principi del tractament incorporant-lo a l'aigua a tractar, realitzant així una primera desinfecció on es pot eliminar el ferro i manganès, com també ajudar al procés de coagulació, especialment en aigües amb elevada duresa. Com ozonització intermèdia es pot aplicar abans de la filtració i en aquest cas oxida la matèria orgànica. Com postozonització es pot utilitzar a la fase final de la sortida de la planta. Algun cop és utilitzat també simultàniament en dues de les etapes de tractament o directament a les tres fases esmentades.

## Sistema d'ozonització d'aigua
Un sistema d'ozonització de l'aigua compren fonamentalment tres instal·lacions o equips: Generació d'ozó (ozonitzador), contacte de l'ozó amb l'aigua (contactor) que sol realitzar-se o per difusors de bombolles o mitjançant injectors del tipus Venturi i finalment el destructor de l'ozó residual alliberat o emès de les càmeres de mescla que es sol realitzar per destrucció tèrmica o bé per destrucció catalítica amb catalitzadors de pal·ladi, òxid de níquel o manganès.

## Funcionament d'un Ozonitzador
El funcionament es basa en una entrada d'aire, aquest aire circula per l'aparell rebent una sèrie de descarregues el que fa, que l'O₂ reaccioni produint O₃ que surt al medi immediatament (no pot ser emmagatzemat).